# ジョン・アーヴィング (サッカー選手)
ジョン・グディソン・アーヴィング(John Goodison Irving, 1989年9月17日 - ）は、イングランド、マージーサイド州、リバプール出身の元サッカー選手。現役時代のポジションはDF。
ミドルネームのGoodison (グディソン)は、エヴァートンのホームスタジアムであるグディソン・パークにちなんで名付けられた。

## 経歴
7歳の頃にエヴァートンFCのユースチームに加入。14歳になると初めてU-16イングランド代表に選出され、北アイルランド戦に出場しプレーした。2006-07シーズンのリザーブ年間最優秀選手賞を受賞。同年2月にはリザーブチームのキャプテンに任命された。2007年12月20日に行われたUEFAカップのAZアルクマール戦では、デビューこそなかったが初めてトップチームのベンチに座った。2007-08シーズン、2シーズン連続でリザーブ年間最優秀選手賞を受賞した。2008年7月、エヴァートンと1年契約を結んだ。